# Смирнов, Юрий Михайлович (футболист)
Ю́рий Миха́йлович Смирно́в (20 декабря 1947, Саратов) — советский футболист, нападающий. Мастер спорта СССР (1971), заслуженный тренер РСФСР (1991).

## Карьера
Начинал карьеру в «Соколе». В первой лиге сыграл 72 матча и забил 23 гола. В июне 1970 года ушёл в московское «Торпедо». В первом сезоне сыграл 12 матчей и забил 2 гола. В 1971 году провёл 9 матчей за основную команду и несколько за дубль. 1972 год выдался для Юрия Смирнова самым удачным. В чемпионате он сыграл все 30 матчей и забил 12 голов, став третьим бомбардиром вместе с Георгием Хромченковым после Олега Блохина и Оганеса Заназаняна. Также он стал обладателем Кубка СССР и вошёл в список 33 лучших футболистов сезона под № 2. В двухматчевом финале Кубка против «Спартака» он сыграл в обоих матчах. В 1974 году Смирнов перешёл в ЦСКА. Провёл в составе армейцев два сезона и в мае 1975 ушёл в «Локомотив». По окончании сезона покинул клуб, перейдя в куйбышевские «Крылья Советов». Завершал карьеру в 1977 году в «Спартаке» Орджоникидзе и «Соколе».
После завершения карьеры в 1980—1981 годах был тренером в калининской «Волге» в штабе Владимира Радионова, в 1982—1983 годах — главный тренер. Также до мая 2010 года являлся директором спортивного департамента РФС, курировал все сборные России. В нескольких матчах руководил второй сборной России.

## Достижения

### Командные
«Торпедо»
- Обладатель Кубка СССР: 1972

### Личные
- В списке 33 лучших футболистов сезона в СССР: № 2 (1972)

## Родственные связи
Младший брат — Геннадий (1955—2000), также футболист. Сын Антон (род. 1983) — футболист, спортивный юрист.